# おうし座V411星
| 海王星 | おうし座V411星 |
| ------ | -------------- |
| 海王星 | Exoplanet      |

おうし座V411星（V411 Tauri）は、おうし座の方角、地球からおよそ150光年離れた場所にある白色矮星である。

## 発見
1961年、アロとルイテンが白色矮星の候補星としておうし座分子雲内で発見し、彼らの白色矮星候補カタログの76番目であったので、二人の頭文字（Haro & Luyten）とおうし座にあることを加えてHL Tau 76と呼ばれた。
1968年、ランドルトが同じ場所にある星を観測したところ、変光していることを発見し、変光周期は約12.5分と推定されると発表した。そして、変光星の命名規則に従って「おうし座V411星」（おうし座で411番目の変光星の意）と名付けられた。
その後、この星が白色矮星であることは確実となり、変光する白色矮星が発見された最初の例となった。

## 変光
マクドナルド天文台の208cm望遠鏡による高速測光観測で、おうし座V411星の光度曲線は、正弦曲線とはだいぶ異なり、12.5分以外の変光周期があるらしいことがわかった。
また、変光周期は理論的に予測される白色矮星の脈動変光周期よりも長く、色指数の測定から半径が変化しているように見えないこともあり、非動径震動によって変光していると考えられるようになった。このような変光の特徴を示す白色矮星は、くじら座ZZ型或いはDAVと呼ばれる。
1996年と1999年には、世界各地の望遠鏡がリレーして切れ目なく連続観測する「全地球望遠鏡」の優先目標となり、計18日間に及ぶキャンペーン観測を行った結果、非常に細かい振動周期まで分析できるようになり、380秒から1,390秒までの間で43通りの異なる震動周期が存在することがわかった。